# Pi2 Cancri
Título a ser usado para criar uma ligação interna é Pi2 Cancri.
Pi2 Cancri (82 Cancri) é uma estrela na direção da constelação de Cancer. Possui uma ascensão reta de 09h 15m 13.88s e uma declinação de +14° 56′ 29.5″. Sua magnitude aparente é igual a 5.36. Considerando sua distância de 701 anos-luz em relação à Terra, sua magnitude absoluta é igual a −1.30. Pertence à classe espectral K1III.